# Ussy
Ussy är en kommun i departementet Calvados i regionen Normandie i norra Frankrike. Kommunen ligger i kantonen Falaise-Nord som ligger i arrondissementet Caen. År 2022 hade Ussy 845 invånare.

## Befolkningsutveckling
Antalet invånare i kommunen Ussy
Referens:INSEE